# 天津大道 (昌都)
天津大道，位于中华人民共和国西藏自治区昌都市丁青县，全长1083米，2008年10月竣工并投入使用，是天津市第五批对口援藏项目。